# Big Flats (New York)
Big Flats è un comune degli Stati Uniti d'America, situato nello Stato di New York, nella contea di Chemung.